# Новоолександрівське (Миколаївський район)
Новоолекса́ндрівське — село в Україні, у Новоодеській міській громаді Миколаївського району Миколаївської області. Населення становить 17 осіб.

## Населення
Згідно з переписом УРСР 1989 року чисельність наявного населення села становила 20 осіб, з яких 8 чоловіків та 12 жінок.
За переписом населення України 2001 року в селі мешкало 17 осіб.

### Мова
Розподіл населення за рідною мовою за даними перепису 2001 року:
| Мова       | Відсоток |
| ---------- | -------- |
| українська | 82,35 %  |
| російська  | 11,76 %  |
| молдовська | 5,88 %   |